# Никита Лобинцев
Никита Константинович Лобинцев рус. Никита Константинович Лобинцев, Свердловск сада Јекатеринбург, 21. новембар 1988) је руски пливач слободним стилом. Члан је руске пливачке репрезентације од 2005. године.
На Олимпијским играма 2008. у Пекингу освојио је сребрну медаљу, као члан штафете Русије у пливању на 4 × 200 м слободно у саставу: Александар Сухоруков, Данила Изотов, Јевгениј Лагунов, Михаил Полищук и Никита Лобинцев. Михаил Полишук је пливао у квалификацијама.
На Светском првенству у Риму пливао је у штафети 4 х 200 метара слободним стилом и резултатом 6:59,15 су освојили сребрну медаљу и поставили нови европски рекорд. Штафета је пливала у саставу: Никита Лобинцев, Михаил Полищук, Данила Изотов и Александар Сухоруков.
Успехе је поновио и на Европском првенству 2010. у Будимпешти, када је у обе трке штафета 4 х 100 и 4 х 200 метара слободним стилом освојио златне медаље, док је у појединачној трци на 200 метара слободно био други.
У клупским такмичењима учествује као члан пливачког клуба ЦСКА из Самаре. Живи и тренира у Новоуралску.

## Награде и одликовања
За своје успехе и заслуге у Русији је одликован као:
- Заслужни мајстор спорта Русије и
- Орден Заслуга за отаџбину — за изузетан допринос развоју физичке културе и спорта, високе спортске успехе на Олимпијским играма 2008. године у Пекингу.[2]

## Лични рекорди Никите Лобинцова
16. август 2010.
| Дисциплина       | Базен | Резултат | Датум              | Место                  | Такмичење.             | Бел. |
| ---------------- | ----- | -------- | ------------------ | ---------------------- | ---------------------- | ---- |
| 50 м слободно    | 50 м  | 23,05    | 17. јул 2010.      | Lobnya Русија          | Првенство Русије 2010. |      |
| 50 м слободно    | 25 м  | 22,64    | 8. фебруар 2009.   | Санкт Петербург Русија | Првенство Русије 2009. |      |
| 100 м слободно   | 50 м  | 48,93    | 12. август 2010.   | Будимпешта, Мађарска   | ЕП 2010.               |      |
| 100 м слободно   | 25 м  | 46,94    | 14. новембар 2009. | Волгоград, Русија      | Куп Русије 2009.       |      |
| 200 м слободно   | 50 м  | 1:45,10  | 31. јул 2009.      | Рим, Италија           | СП 2009.               |      |
| 200 м слободно   | 25 м  | 1:41,52  | 13. децембар 2009. | Истанбул, Турска       | ЕП 2009.               |      |
| 400 м слободно   | 50 м  | 3:43,45  | 9. август 2008.    | Пекинг, Кина           | ОИ 2008.               |      |
| 400 м слободно   | 25 м  | 3:35,75  | 10. децембар 2009. | Истанбул, Турска       | ЕП 2009.               |      |
| 800 м слободно   | 50 м  | 7:53,30  | 19. фебруар 2008.  | Санкт Петербург Русија | Првенство Русије 2008. |      |
| 800 м слободно   | 25 м  | 7:45,64  | 9. децембар 2006.  | Хелсинки, Финска       | ЕП 2006.               |      |
| 1.500 м слободно | 50 м  | 15:00,73 | 22. март 2008.     | Ајндховен Холандија    | ЕП 2006.               |      |
| 1.500 м слободно | 25 м  | 14:39,60 | 9. децембар 2006.  | Хелсинки, Финска       | ЕП 2006.               |      |